# Pierre Buron
Pour les articles homonymes, voir Buron (homonymie).
Pierre Buron, né le 15 décembre 1921 à Laval (Mayenne) et décédé le 3 janvier 2002 à Paris 16e, est un homme politique français, membre de l'UDR.

## Parcours politique
Professeur de philosophie à Paris, conseiller municipal à Laval de 1959 à 1965, il est élu, à la plus grande surprise, député de la Première circonscription de la Mayenne le 12 mars 1967 contre le « ticket » MRP composé d'André Davoust et de Robert Buron. Il est réélu en 1968. En 1973, il se représente face à ce dernier, qui affaibli par la maladie, ne peut mener campagne. Pierre Buron est réélu malgré des pronostics réservés des Renseignements Généraux. 
Il se présente aux élections municipales à Laval en 1977, en tête d'une liste comprenant Roland Houdiard, Michel Scheer, Jacques Favelin, Jacques l'Hoste, face à François d'Aubert qui conduit une liste « apolitique », et face au maire, André Pinçon, qui est finalement réélu. 
En 1978, François d'Aubert lui succède à l'Assemblée Nationale.

## Anecdote
Il est surnommé le « Buron des Buvettes », par opposition à Robert Buron dont le surnom est, depuis la campagne électorale de 1945 contre Jacques Soustelle, le « Buron des Burettes ».